# Ivar Aasen-sambandet
Ivar Aasen-sambandet er en norsk organisation som arbejder for udbredelsen af skriftsproget høgnorsk, dvs. traditionelt nynorsk. Organisationen blev dannet i 1965 som en reaktion mod samnorskpolitikken, som indebar at mange bokmålsformer blev taget ind i nynorsk. Grundlæggerne mente, at Noregs Mållag havde resigneret og godtaget samnorskpolitikken. Organisationen søger at fremme et nynorsk, som det blev skrevet af Ivar Aasen, Aasmund Olavsson Vinje og Arne Garborg før retskrivningsændringene i 1938 og senere endringer som gik bort fra "Aasen-målet". Leder for Ivar Aasen-sambandet er Sergej Alexander Munkvold.

## Ivar Aasen-sambandets position i høgnorskbevægelsen efter 2004
En intern konflikt i høgnorskbevægelsen førte i foråret 2004 til, at der blev arrangeret to selvstændige årsmøder i Ivar Aasen-sambandet. Den første årsmødeindkaldelse blev udsendt af et flertal af styrelsesmedlemmerne efter vedtagelse på styrelsesmødet, mens den andre indkaldelse blev udsendt af to styrelsesmedlemmer som ikke anerkendte flertalsvedtaget  . På det første årsmøde blev det vedtaget at nedlægge organisationen , mens der på det andet årsmøde blev valgt en ny styrelse med Sergej Alexander Munkvold som formand. Mens det første årsmøde blev anerkendt af aktivisterne bag bladet Målmannen, som blandt andet kontrollerer Norsk Bladmannalag, Bjørgvin Høgnorsklag og Norrønalaget Bragr, blev det andet årsmøde anerkendt af lokalafdelingerne Vestmannalaget og Høgnorskringen. Konflikten toppede 9. oktober 2004, da tilhængere af fortsættelsesstyrelsen blev udelukket fra årsmødet i Norsk Bladmannalag med magt . Situationen i høgnorskbevægelsen efter 2004 er derfor den, at dele av høgnorskbevegelsen ikke anerkender det Ivar Aasen-sambandet som eksisterer i dag som nogen lovlig fortsættelse af det Ivar Aasen-sambandet som blev stiftet i 1965 .